# Phorbia asymmetrica
Phorbia asymmetrica är en tvåvingeart som beskrevs av Masayoshi Suwa 1974. Phorbia asymmetrica ingår i släktet Phorbia och familjen blomsterflugor. Inga underarter finns listade i Catalogue of Life.